# Neuenkirchen (Landhagen)
Neuenkirchen – gmina w Niemczech, w kraju związkowym Meklemburgia-Pomorze Przednie, w powiecie Vorpommern-Greifswald, siedziba Związku Gmin Landhagen. Leży na północ od rzeki Ryck, nad Zatoką Greifswaldzką (Greifswalder Bodden).  
Przez teren gminy przebiega droga krajowa B105.